# Luca Marcora
Luca Marcora (Milano, 23 maggio 1960) è un politico italiano.

## Biografia
Alle elezioni europee del 1999 è candidato con I Democratici nella circoscrizione Italia nord-orientale, ottenendo oltre 5.600 voti, ma senza essere eletto.
Diventa deputato per La Margherita dopo le elezioni politiche del 2001 dopo essere stato eletto nel collegio uninominale di Parma-Collecchio, rimane quindi a Montecitorio per cinque anni. 
Alle elezioni politiche del 2006 è candidato al Senato nella circoscrizione Emilia Romagna per La Margherita, non venendo eletto, ma subentra a Palazzo Madama il 26 ottobre dello stesso anno, dopo le dimissioni di Roberto Pinza, rimanendo in carica quindi per il resto della XV legislatura della Repubblica Italiana, conclusasi nell'aprile 2008. Dal 2007 fa parte del PD, di cui è responsabile del Forum Italia Settentrionale.